# 志村哲良
志村 哲良（しむら てつろう、1926年4月15日 - 2000年11月9日）は、日本の政治家、実業家。参議院議員（2期）。

## 経歴
- イールズ事件で北海道大学理工学部地質学科中退。
- 1951年（昭和26年） - 山十産業入社。
- 2年後に同社取締役。
- 1958年（昭和33年） - 富士レイクサイドカントリー倶楽部常務。
- 1965年（昭和40年） - 富士レイクサイドカントリー倶楽部専務。1964年（昭和39年）10月、山梨県南都留郡足和田村児童館建設費として150万円寄付により1965年12月1日紺綬褒章[1]。
- 1976年（昭和51年） - 富士レイクサイドカントリー倶楽部第2代社長。
- 1983年（昭和58年） - 第13回参議院議員通常選挙に自由民主党公認で山梨県選挙区から立候補し、当選[2]。
- 1986年（昭和61年） - 科学技術庁政務次官、参議院科学技術特別委員会理事。
- 1987年（昭和62年） - 富士レイクサイドカントリー倶楽部会長。
- 1989年（平成元年） - 第15回参議院議員通常選挙落選。
- 1992年（平成4年） - 第16回参議院議員通常選挙当選。
- 1995年（平成7年） - 参議院科学技術特別委員会理事。
- 1997年（平成9年） - 参議院参議院沖縄及び北方問題に関する特別委員長。
- 1998年（平成10年） - 春の叙勲で勲二等瑞宝章受章[3]。
- 2000年（平成12年）11月9日 - 肺炎のため山梨県大月市の大月市立中央病院で死去、74歳[3]。死没日をもって従四位に叙される[4]。

## 家族
父の志村寛は大月市市長。